# Burg Hünenberg
Die Burg Hünenberg ist die Ruine einer Höhenburg in der Gemeinde Hünenberg im Kanton Zug (Schweiz). Sie liegt auf 440 m ü. M. leicht südwestlich des Dorfes Hünenberg auf einer bewaldeten Anhöhe zwischen zwei Bächen.

## Geschichte
Spuren weisen auf eine Besiedelung um 1100 hin. Eine Erd-/Holzanlage mit einer Ringmauer aus Stein bildete damals die Stammburg der Ritter von Hünenberg, die erstmals 1173 schriftlich erwähnt wurden. Unklar ist jedoch, ob sich diese Erwähnung auf das Zuger Geschlecht oder auf Angehörige einer Familie aus dem Hegnau bezieht. Als erster Vertreter des Zuger Geschlechts wird 1239 und 1240 erwähnt. Der Familie gehörte neben der Festung Hünenberg auch noch die Burgen St. Andreas in Cham, Wildenburg in Baar und die Burg Zug.
Im 12. Jahrhundert wurde die erste Anlage durch ein Feuer zerstört. Nach einem weiteren Brand um 1200 erhielt die Burg einen in Megalithentechnik ausgeführten Bergfried mit einer Mauerdicke von rund 3 Metern sowie ein repräsentativer Palas.
In der Schlacht von Sempach kämpften 1386 die Hünenberger auf Seiten von Habsburg-Österreich und die Burg Hünenberg wurde nach der Niederlage zerstört. Als in den folgenden drei Jahrzehnten die vorderösterreichische Herrschaft zusammenbrach, verlor auch die Familie Hünenberg an Macht und Ansehen. Rudolf von Hünenberg verkaufte 1416 die zerfallene Burg samt Herrschaftsrechten an die Gebrüder Bütler aus dem Dorf Hünenberg. Der Bergfried stand bis ins 19. Jahrhundert hinein noch aufrecht.

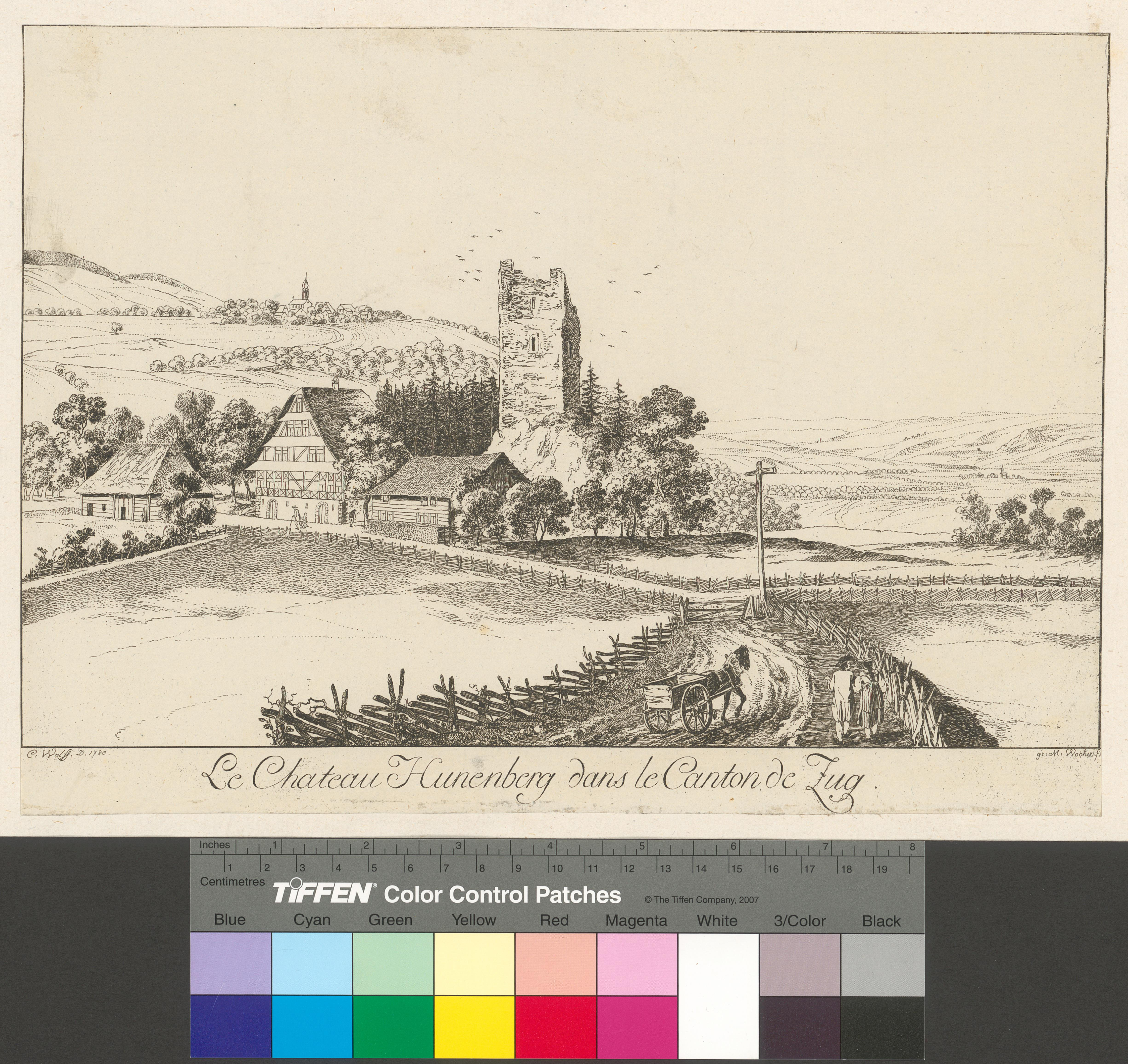
Le Chateau Hunenberg dans le Canton de Zug, Druckgrafik von 1780, aus der Sammlung Steinfels (Eingang 1925)
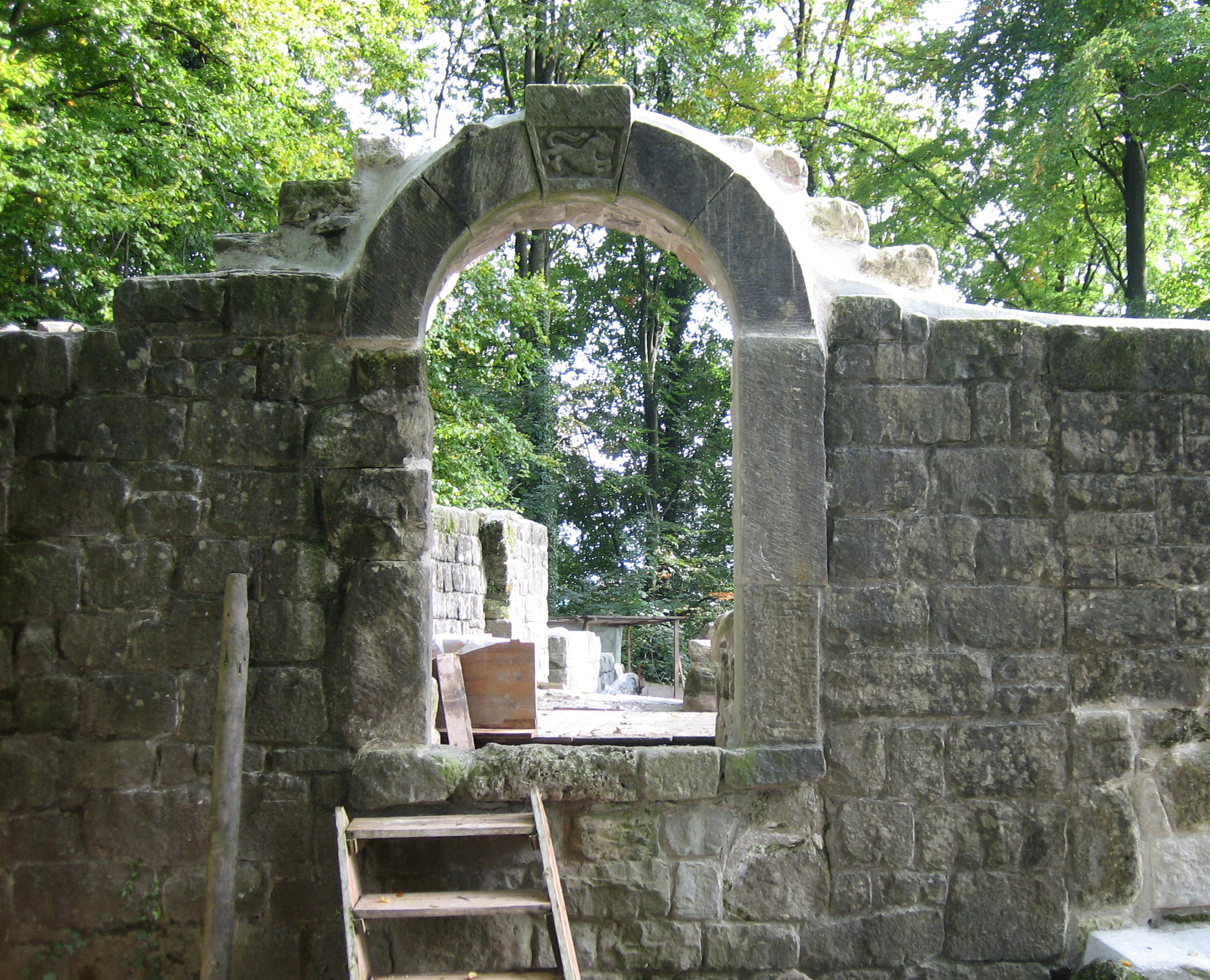
Fensterbogen mit dem romanischen Löwenrelief
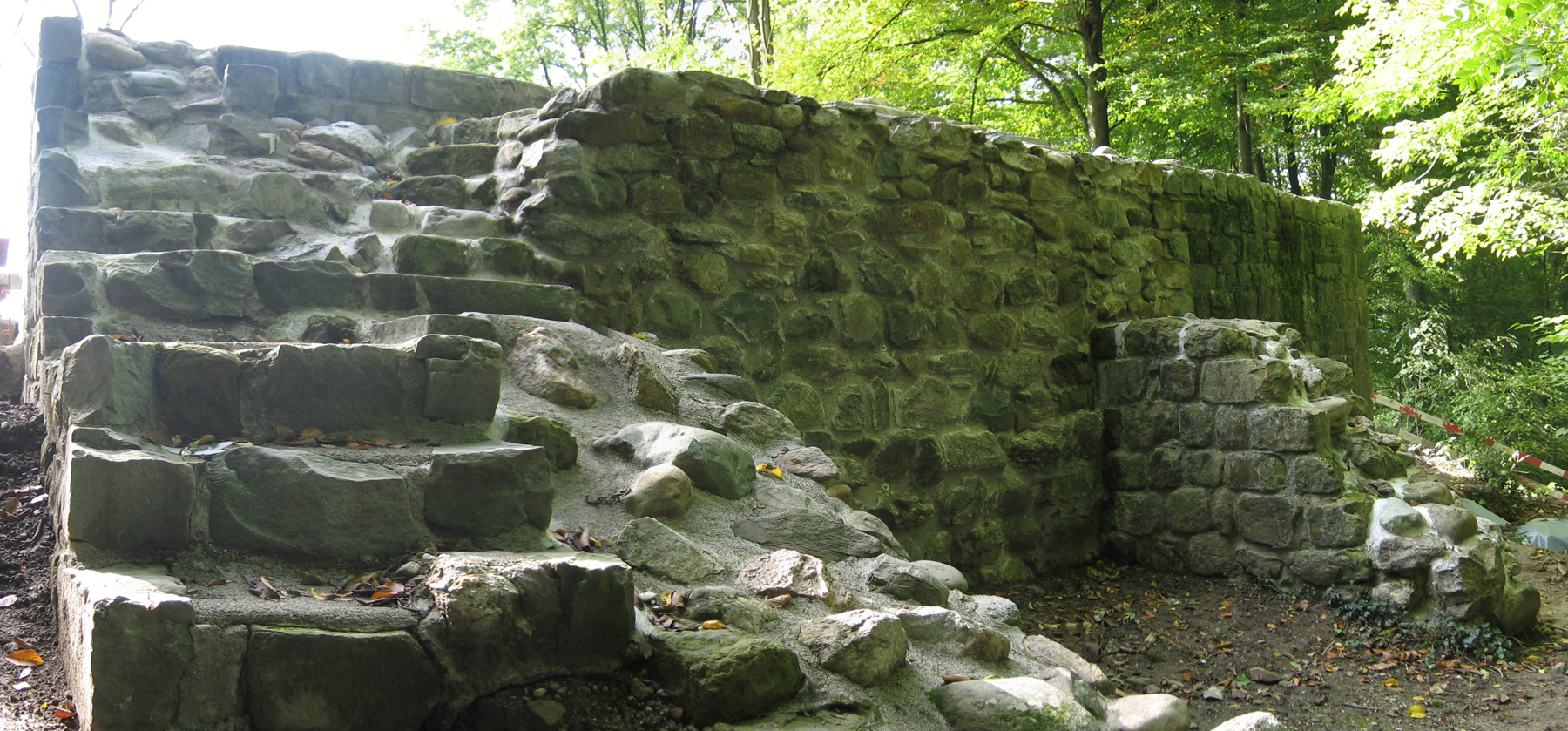
Aussenmauer der Burg

## Ausgrabung
Dass die Burg 1944 wieder ans Tageslicht kam, ist dem Chamer Landwirt und Kantonsrichter Emil Villiger zu verdanken. Er setzte sich dafür ein, dass die Korporation Hünenberg den Burghügel von der Familie Holzmann erwarb. Am 22. Mai 1944 begann Emil Villiger mit freiwilligen Arbeitskräften mit den Ausgrabungen. Am 22. September 1945 war die Burg freigelegt und 1961 wurde sie unter den Schutz der Eidgenossenschaft gestellt.
Zwischen 2005 und 2009 wurden Konservierungsmassnahmen sowie archäologische Untersuchungen durchgeführt. 2007 wurde der Bergfried konserviert. Dazu wurde er vorgängig umfassend dokumentiert und untersucht. Dabei musste leider festgestellt werden, dass der Bergfried bei den Ausgrabungen vor gut 60 Jahren kaum saniert wurde. Es wurde aber rund einen Meter über Boden eine die ganze Mauergrenze einnehmende Mörtelschicht entdeckt auf der eine dünne Kohleschicht lag. Es dürfte sich um eine Bauetappengrenze handeln, vermutlich wurde die feuchte Mörtelmasse vor Wintereinbruch mit Stroh oder Zweigen abgedeckt. Dadurch bestand die Möglichkeit durch Entnahme zweier Proben eine Radiokohlenstoffdatierung (C14-Datierung) durchzuführen. Diese ergab ein C-14 Datum um die Mitte des 13. Jahrhunderts, was dem bisher nur typologisch bestimmten Alters des Turmes entspricht.
Bei neueren Ausgrabungen 2006 wurden römische Kupfer- und Silbermünzen aus der Zeit zwischen 150 Jahren vor und 250 Jahren nach Christus gefunden. Zum Schutz der Fundstelle wurde die Entdeckung erst nach Beendigung der Ausgrabungen, 2007 bekanntgegeben. Insgesamt wurden 68 Münzen gefunden, welche nahe beieinander lagen. Der Schatz besteht eher aus kleinen Nominalien, wobei 24 sogar halbiert waren. Es fanden sich nur zwei Silbermünzen. Der Wert entspricht in etwa einem Wochenlohn eines römischen Legionärs. Der Fund ist kein typischer Verwahrfund, dafür ist die Stückelung zu klein, und die Fundstelle ist ein topografisch markanter Ort. Daher wird angenommen, dass es sich um Votivgaben eines römischen Heiligtums handelt. Der Fund hat keinen direkten Zusammenhang mit der mittelalterlichen Burg.

## Weblinks und Quellen

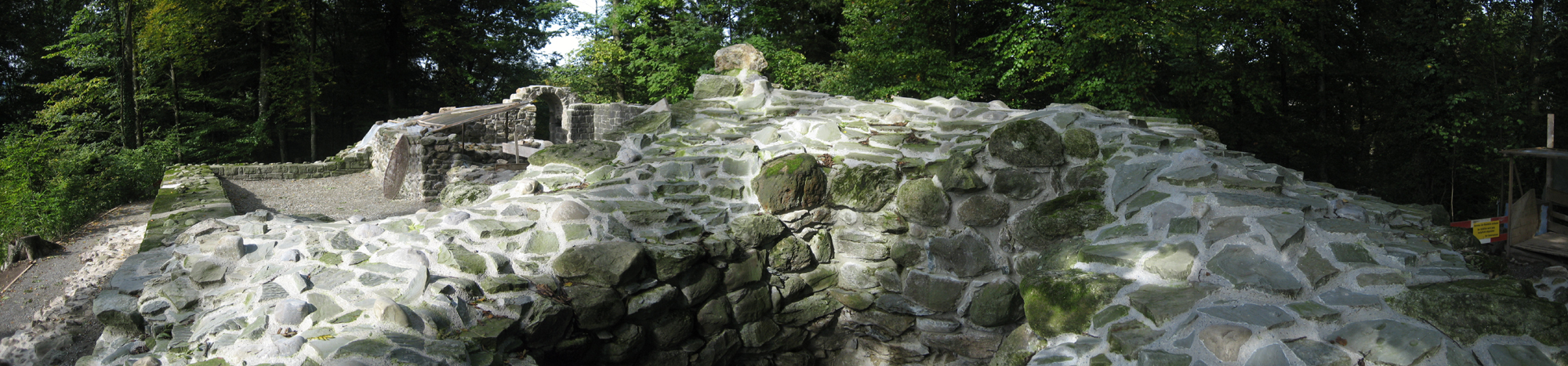
Panorama Burg Hünenberg in Zug, Schweiz.